# Австро-унгарско съглашение
Австро-унгарското съглашение или Австро-унгарският компромис (на немски: Ausgleich; на унгарски: kiegyezés) е договор, сключен на 15 март 1867 г. между австрийския император Франц Йосиф I и представители на унгарското национално движение водени от Ференц Деак.
По силата на съглашението Австрийската империя се трансформира в дуалистична монархия Австро-Унгария. Компромисът предвижда предоставянето на унгарската част на държавата пълна независимост във вътрешните работи, като същевременно запазва за имперското правителство общата външна, военноморска и финансова политика.
Постигнатият компромис е резултат от австрийските загуби в австрийско-италианско-френската война и австрийско-пруско-италианскатата война, както и предвид растежа на панславизма. Създадената през 1804 г. от император Франц II със столица Виена, Австрийската империя обединява наследствените владения на Хабсбургите в Централна Европа и е отговор на прогласяването на Наполеон Бонапарт за император. През 1806 г. след натиск от страна на Наполеон са премахнати институциите на Свещената Римска империя, чийто монарх традиционно бил ерцхерцогът на Австрия.
Австро-Унгария се поделя на земи на австрийската и на унгарската корона – Цислейтания (западната част) и Транслейтания (източната част). Императорът на Австрия е и крал на Унгария. Австро-Унгария е велика сила и втора по големина държава в Европа след Руската империя, както и трета по население след Руската и създадената през 1871 г. под пруска егида Германска империя.
Със загубата на Първата световна война Австро-Унгария се разпада.